# استخر (روزنامه)
استخر نام یکی از مطبوعات استان فارس در دوران قاجاریه است.
این روزنامه از سال ۱۳۳۶ هـ.ق به وسیله محمدحسن بواناتی مشهور به استخر، در شیراز به چاپ رسیده است.